# Ellochotis picroxesta
Ellochotis picroxesta är en fjärilsart som beskrevs av Edward Meyrick 1926. Ellochotis picroxesta ingår i släktet Ellochotis och familjen äkta malar. Inga underarter finns listade i Catalogue of Life.